# John Souther
John David "JD" Souther (Detroit, 2 de novembro de 1945 – Novo México, 17 de setembro de 2024) foi um cantor, compositor e ator americano. Ele escreveu e coescreveu canções gravadas por Linda Ronstadt e os Eagles . Souther ficou mais conhecido por suas habilidades de composição, especialmente no campo do country rock. Ele coescreveu alguns dos maiores sucessos dos Eagles, incluindo " Best of My Love ", "Victim of Love", " Heartache Tonight " e " New Kid in Town ". " How Long ", que aparece no Long Road Out of Eden dos Eagles, foi escrita por Souther e gravada originalmente em seu primeiro álbum solo em 1972. Souther gravou dois grandes sucessos em sua carreira solo: " You're Only Lonely " (1979) e "Her Town Too " (1981), um dueto com seu amigo de longa data James Taylor .
Em 14 de junho de 2013, Souther foi introduzido no Songwriters Hall of Fame.

## Vida pessoal
Souther casou-se com Alexandra Sliwin, integrante do grupo Honey Ltd., em março de 1969; eles se divorciaram em 1972. Ele namorou Linda Ronstadt e Stevie Nicks na década de 1970. A canção "Jesus Was a Crossmaker" de Judee Sill foi escrita para Souther, que ela disse que partiu seu coração após um breve caso extraconjugal. Em dezembro de 2002, Souther mudou-se de Hollywood Hills para Nashville, Tennessee . Em 2004, ele se casou com Sarah Nicholson de Bansha, Irlanda; divorciaram-se em 2010. 

## Morte
Souther morreu em sua casa no Novo México em 17 de setembro de 2024, aos 78 anos.